# 사랑은 지금부터 시작이야
"사랑은 지금부터 시작이야"는 1991년에 개봉한 대한민국의 영화이다.

## 캐스팅
- 최재성 : 최 선생 역
- 신은경 : 현임 역
- 강민경 : 유리 역
- 김보라나 : 수진 역
- 전원석 : 철 역
- 이신재 : 한 선생 역
- 이일웅 : 교무주임 역
- 김을동 : 교장 선생 역
- 김형자 : 수진엄마 역
- 박소연 : 유리엄마 역
- 김일우 : 체육선생 역
- 조주미 : 정 선생 역
- 조윤진 : 미혜 역
- 노진원 : 원진 역
- 손세광 : 주승 역